# Mosteiro (Pedrógão Grande)
Mosteiro é uma aldeia pertencente à freguesia e município de Pedrógão Grande, que dista 6 km da sede de concelho.
Integrante da Rede de Aldeias do Xisto, é atravessada pela Ribeira de Pera e está localizada a 301 metros de altitude.
Na margem direita da Ribeira de Pera está instalada a Praia Fluvial do Mosteiro, na localidade de Cacilha, pertencente à freguesia de Vila Facaia.

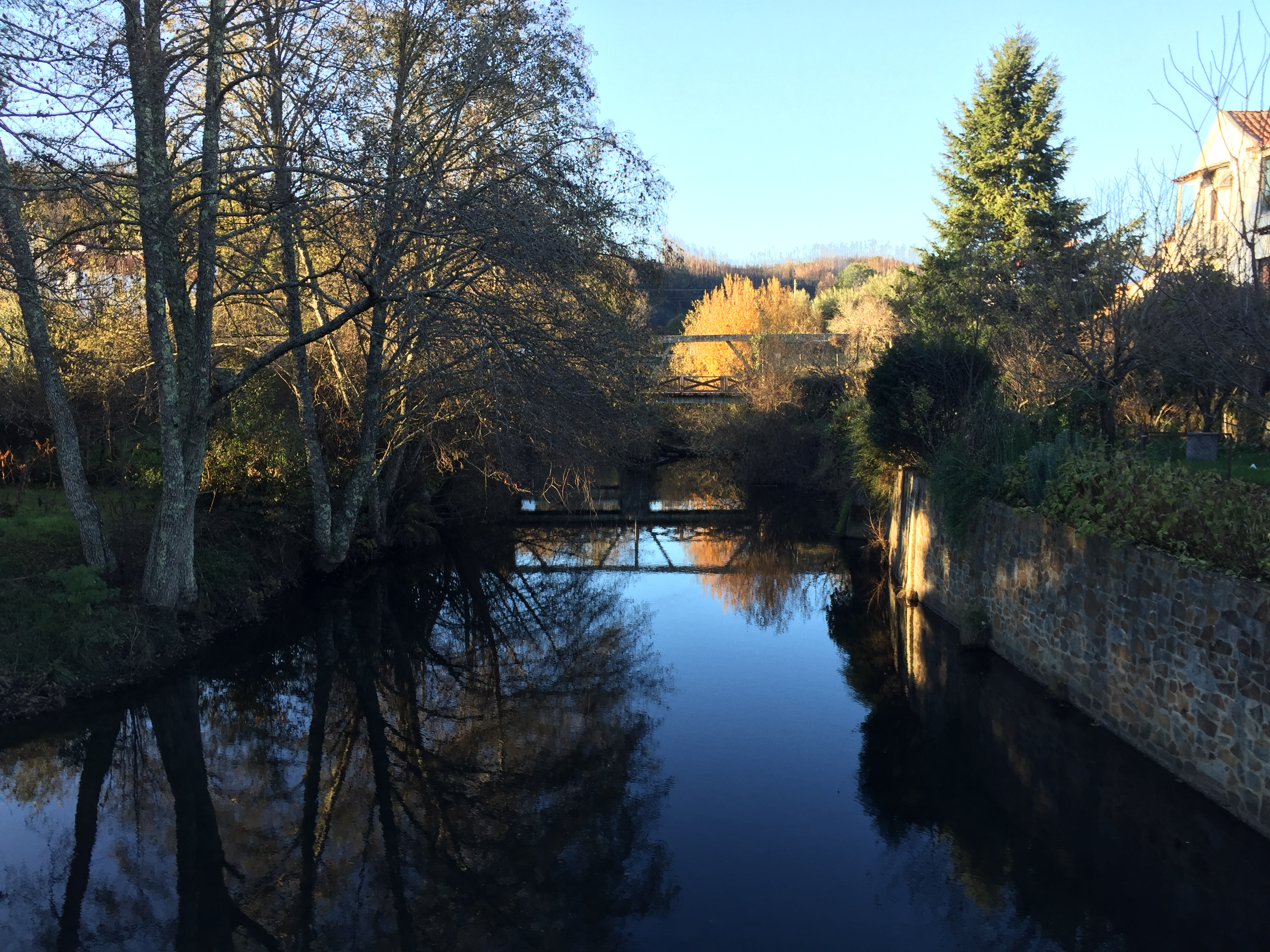
Vista da ponte pedonal do Mosteiro sobre a Ribeira de Pera.

## Património
- Levada de água
- Ponte pedonal
- Moinho
- Capela de São Pedro